# Lanús
Lanús è una città argentina di 212 152 abitanti, capoluogo dell'omonimo partido nella Provincia di Buenos Aires. È uno dei principali centri dell'area sud della conurbazione della Grande Buenos Aires.

## Geografia
Lanús è situata a 12 km a sud della capitale argentina Buenos Aires.

## Storia
Lanús fu fondata ufficialmente il 20 ottobre 1888 da Guillermo Gaebeler; deve però il suo nome all'antico proprietario delle terre dove ora sorge la città, ossia Anacarsis Lanusse, che mutò il suo cognome ispanizzandolo in Anacarsis Lanús.

## Infrastrutture e trasporti

### Ferrovie
Lanús è servita da una propria stazione ferroviaria posta lunga la linea suburbana Roca che unisce Buenos Aires con l'area sud-orientale della conurbazione bonaerense.

## Sport
La città è sede di una società polisportiva, il Club Atlético Lanús, principalmente nota per la squadra di calcio, attualmente militante nella Primera División Argentina, e per quella di basket. In questa città, inoltre, è nato uno dei più grandi calciatori di tutti i tempi, Diego Armando Maradona.

## Amministrazione

### Gemellaggi
Amendolara

Lanus è gemellata con la cittadina italiana di Amendolara, sita in provincia di Cosenza. A Lanus è presente una folta comunità di amendolaresi che si ritrovano periodicamente in un centro ricreativo, noto come Circulo de Amendolara, che tramanda da generazioni le tradizioni tipiche della cittadina delle mandorle. In occasione del gemellaggio, la città di Lanus ha onorato la città calabrese dedicandole una piazza, Plaza Amendolara.